# كيفن راندلمان
كيفن كريستوفر راندلمان (بالإنجليزية: Kevin Christopher Randleman؛ مواليد 10 أغسطس 1971 – 11 فبراير 2016) كان مقاتل فنون قتالية مختلطة ومصارع محترف أمريكي، وبطل يو إف سي للوزن الثقيل السابق.

## الوفاة
توفي راندلمان أثناء سفره للعمل في 11 فبراير 2016؛ كانت مضاعفات الالتهاب الرئوي سبب الوفاة. كان يبلغ من العمر 44 سنة.

## سجل فنون القتال المختلطة
| السجل المهني |        |          |
| 33 نزال      | 17 فوز | 16 خسارة |
| ضربة قاضية   | 9      | 4        |
| إخضاع        | 0      | 8        |
| قرار القضاة  | 8      | 4        |

## وصلات خارجية
- كيفن راندلمان على موقع يو إف سي (الإنجليزية)
- كيفن راندلمان على موقع شيردوغ (الإنجليزية)
- كيفن راندلمان على موقع Tapology.com (الإنجليزية)
- كيفن راندلمان على موقع CageMatch worker (الإنجليزية)
- كيفن راندلمان على موقع قاعدة بيانات المصارعة على الإنترنت (الإنجليزية)
- كيفن راندلمان على موقع IMDb (الإنجليزية)
- كيفن راندلمان على موقع قاعدة بيانات الفيلم (الإنجليزية)